# Protectorado de Nigeria del Norte
El Protectorado del Norte de Nigeria, fue un protectorado británico que duró desde 1900 hasta 1914 y cubrió la parte norte de lo que hoy es Nigeria.
El protectorado tenía una extensión de 660.000 kilómetros cuadrados e incluía los estados del Califato de Sokoto y partes del antiguo Imperio Bornu, conquistado en 1902. El primer Alto Comisionado del protectorado fue Frederick Lugard, quien suprimió la esclavitud y las incursiones tribales y creó un sistema de administración construido en torno a las autoridades nativas.
El Protectorado terminó el 1 de enero de 1914, cuando su área se unificó con el Protectorado de Nigeria del Sur y la Colonia de Lagos, convirtiéndose en la Provincia Norte de la Colonia y el Protectorado de Nigeria.

## Historia

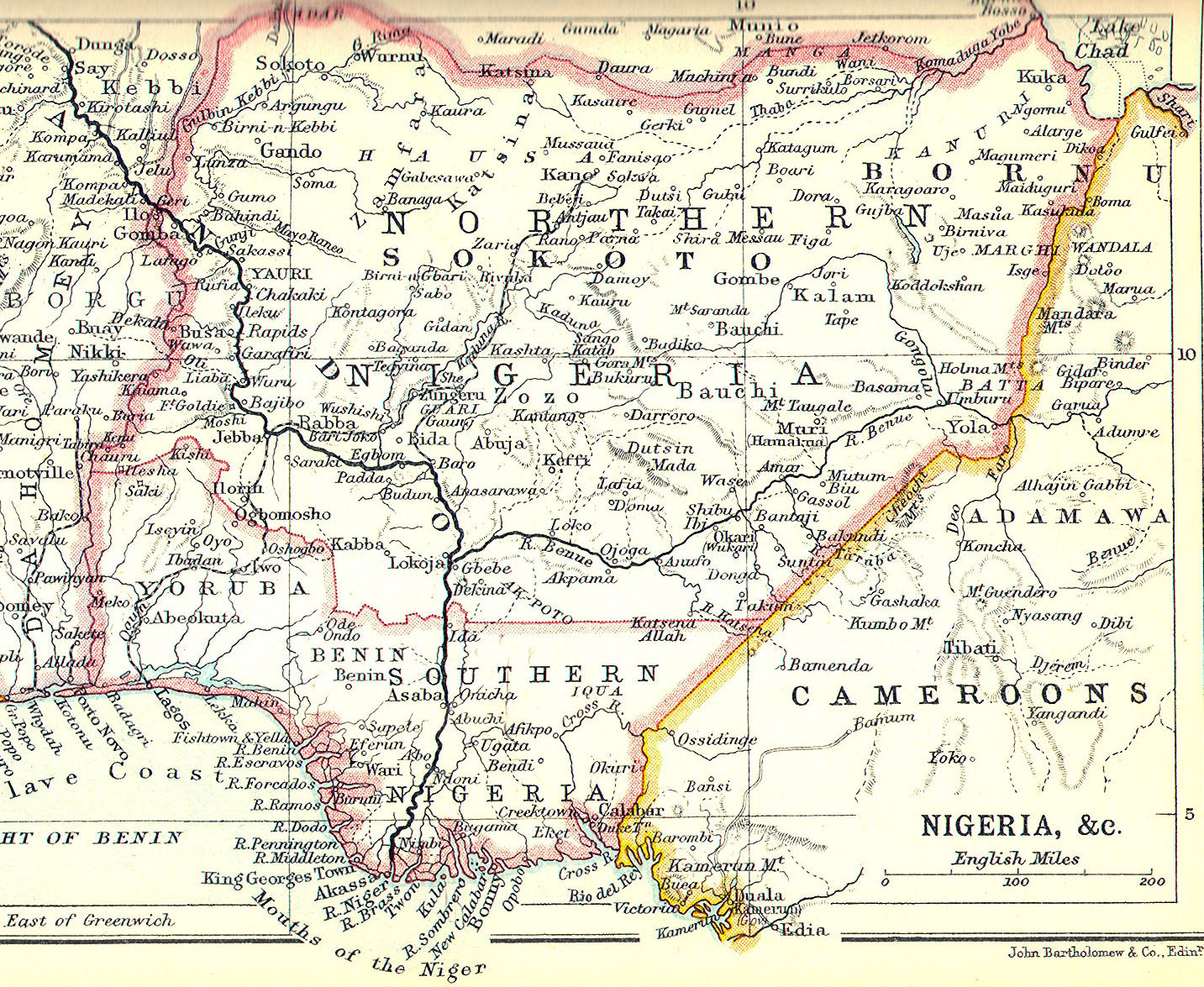
Mapa de 1914 de los Protectorados de Nigeria del Norte y del Sur, por John Bartholomew & Co.

La Conferencia de Berlín de 1884 y 1885 proporcionó a los británicos la zona que se convertiría en el Protectorado del Norte de Nigeria. La Royal Niger Company se formó en 1886 con George Taubman Goldie como vicegobernador. La Compañía negoció acuerdos comerciales y políticos, a veces coercitivos, con muchos de los caciques, emires y el califato de Sokoto. En 1897, Frederick Lugard fue el jefe designado de la Fuerza Fronteriza de África Occidental, a la que se le encomendó la tarea de detener la resistencia fulani y las posibles incursiones francesas en el área noroeste.
El 1 de enero de 1900, los estatutos de la Royal Niger Company fueron revocados y el gobierno británico tomó el control, en una ceremonia en la que Lugard leyó la proclamación. La Royal Niger Company recibió un pago de 865.000 libras esterlinas y se le concedieron los derechos de la mitad de todos los ingresos mineros en una gran parte de las zonas durante 99 años a cambio de ceder el territorio al gobierno británico. Lugard fue nombrado Alto Comisionado del recién creado Protectorado del Norte de Nigeria. Lokoja fue la capital desde 1900, pero Zungeru se convirtió en la sede del protectorado en 1902 porque era la ciudad más septentrional accesible por transporte fluvial.
Las operaciones militares comenzaron en 1902 y continuaron durante unos cinco años de combates esporádicos. Los restos del Imperio Bornu fueron conquistados en 1902 y el Califato de Sokoto y el Emirato de Kano fueron tomados en 1903. Los combates continuaron en 1904 en Bassa. En 1906 comenzó una gran revolución Mahdista en las afueras de la ciudad de Sokoto en el pueblo de Satiru, una fuerza combinada de los británicos y el sultán de Sokoto designado por los británicos, Muhammadu Attahiru II, destruyó el pueblo y mató a la mayoría de los residentes involucrados. Después de 1907 hubo menos revueltas y uso de la fuerza militar por parte de los británicos y el enfoque del Alto Comisionado se volvió hacia los impuestos y la administración.

## Administración
La Administración Británica comenzó con Frederick Lugard como el primer Alto Comisionado. En 1907, Lugard dejó Nigeria para ir a Hong Kong y Percy Girouard se convirtió en el nuevo Alto Comisionado. Girouard tenía una larga historia de construcción de ferrocarriles en Canadá y África y se le encargó una importante construcción de ferrocarriles en el Protectorado. En 1909, Henry Hesketh Bell, el gobernador del Protectorado de Uganda fue nombrado alto comisionado. En 1912, se estimó que el área del norte de Nigeria era de aproximadamente 660.000 kilómetros cuadrados (255.000 millas cuadradas) y tenía una población de unos 10 millones de personas. Charles Lindsay Temple se convirtió en el Comisionado Jefe interino en 1911 y 1912 y comenzó a supervisar, con la estrecha colaboración de Lugard, la creación de la Colonia y el Protectorado de Nigeria.
Una característica definitoria de la administración en el Protectorado de Nigeria del Norte fue la inclusión de jefes y emires como "autoridades nativas" que encajan en la administración británica. La tributación resultó ser muy difícil en el protectorado durante los primeros años del gobierno británico. Los intentos de Lugard de instituir impuestos sobre las encuestas fueron frustrados por los Emiratos, la necesidad de introducir la controversia de las monedas y los intentos de gravar el comercio se vieron obstaculizados por poderosos comerciantes. Esto creó un déficit sustancial en el presupuesto del Protectorado y los proyectos de obras públicas tuvieron que ser pagados con subvenciones del Imperio Británico. Como resultado, los británicos a menudo tenían una importante escasez de personal británico antes de 1907. Estas preocupaciones pragmáticas dieron lugar a la incorporación de las autoridades tradicionales dentro de la estructura británica.
Estos mismos retos financieros y administrativos dieron lugar a las discusiones dirigidas por Lugard para la unificación de la Colonia de Lagos, el Protectorado del Sur de Nigeria y el Norte de Nigeria. Las disparidades entre los protectorados debían corregirse mediante la creación de una administración central en Lagos, con ingresos aduaneros del sur que pagaran los proyectos del norte. La Colonia y el Protectorado de Nigeria unificados comenzaron en 1914 y contaban con dos tenientes gobernadores, uno responsable del área de la provincia del sur y otro de la provincia del norte. La administración en el norte permaneció en gran parte separada e incluyó y profundizó el uso de las autoridades nativas. Se ha comprobado que estas divisiones persisten en muchos aspectos hasta el día de hoy.